# Morter autoanivellant
El  morter autoanivellant  és un tipus de morter molt líquid, utilitzat com a base per a diversos tipus de sòls (moquetes, sòls vinílics, tarimes flotants, etc ...)

## Composició
Els morters autonivellants es van començar a desenvolupar des de la dècada dels 70.
Aquest producte, igual que la resta de morters, es compon de ciment i sorra de granulometria fina. Les seves característiques especials fan necessari l'ús d'additius que li confereixen major fluïdesa, cosa que facilita un acabat més llis i anivellat.
Malgrat el seu nom, aquest tipus de morters no s'anivellen ells sols, sinó que és necessari allisar manualment.
Els additius utilitzats més freqüentment són:
- Superfluïdificant, per obtenir un material més fluid i fàcil d'estendre.
- Reductors de retracció, per limitar la retracció provocada per la gran quantitat d'aigua de la mescla.
- Airejant, per millorar la plasticitat i disminuir la densitat del material.
- Modificadors de viscositat, per evitar que l'àrid es decanti fins al fons.

L'ús d'aquests additius redueix lleugerament la resistència d'aquest tipus de morters enfront dels morters convencionals, i el seu temps mínim d'assecament és de més de 24 hores.

## Ús en construccions
Els morters autonivellants generalment són usats en obres on cal instal·lar ancoratges de perns en maquinària per a la indústria, per l'anivellament de platines i suports de màquines, columnes, bigues, entre altres elements estructurals.
També són usats per la reparació del formigó, en estructures danyades per atacs climàtics, estructures amb salnitre, per a aquest tipus de reparacions es pot usar morter líquid per a major rapidesa i protecció de l'estructura.

## Preparació de la superfície
- Totes les superfícies que estaran en contacte amb el morter han d'estar netes, sanes i lliures de greix, pols, parts soltes o altres matèries que impedeixin la seva adherència.
- Abans de col·locar el morter la superfície s'ha de saturar amb aigua evitant embassaments.
- Les superfícies metàl·liques han d'estar netes, lliures de greix, òxid, pintures defectuoses o altres materials estranys.